# Red, White and Blue
Red, White and Blue is een Amerikaanse korte dramafilm uit 2023 onder regie Nazrin Choudhury met in de hoofdrol Brittany Snow.

## Verhaal
Rachel is een alleenstaande ouder die van salaris naar salaris leeft. Wanneer een onverwachte zwangerschap dreigt haar al wankele positie te ontwrichten, wordt ze gedwongen de staatsgrenzen over te steken op zoek naar een abortus. Terwijl Rachel de reeks gebeurtenissen overweegt die deze reis noodzakelijk maakten en de obstakels die op haar pad zijn geplaatst, ontdekken we een hartverscheurende waarheid die betekent dat haar leven nooit meer hetzelfde zal zijn.

## Release en ontvangst
De film ging op 30 september 2023 in première op het Internationaal filmfestival van Edmonton, waar hij de juryprijs voor "beste korte film" won. In 2024 ontving hij een Oscarnominatie voor "Beste korte film".
Tijdens de Amerikaanse presidentsverkiezingen van 2024 werd de film door de filmmakers bewust gratis op YouTube gezet om het belang van abortusrechten naar voren te brengen.

## Prijzen en nominaties
De belangrijkste:
| Jaar | Prijs          | Categorie        | Genomineerde(n)  | Uitslag     |
| ---- | -------------- | ---------------- | ---------------- | ----------- |
| 2024 | Academy Awards | Beste korte film | Beste korte film | Genomineerd |